# Dürnkrut
Dürnkrut (in slovacco Kruta) è un comune austriaco di 2 256 abitanti nel distretto di Gänserndorf, in Bassa Austria; ha lo status di comune mercato (Marktgemeinde). Nel 1970 ha inglobato il comune soppresso di Waidendorf.